# Runestenen Jelling 3
Runestenen Jelling 3 er en runesten, fundet i kirkegårdsmuren i Jelling i 1964 under arkæologisk undersøgelse.

## Indskrift
| Translitteration | ... : b(a)si : karþi : kubl ...---la : i : |
| Transskription   | ... Basi gærþi kumbl ...                   |
| Oversættelse     | … Basse gjorde kumlet…                     |